# فيليب ك. بولسون
فيليب ك. بولسون (بالإنجليزية: Philip K. Paulson)‏ هو عسكري أمريكي، ولد في 1947 في Clayton (village), Wisconsin ‏ في الولايات المتحدة، وتوفي في 25 أكتوبر 2006 في سان دييغو في الولايات المتحدة بسبب سرطان الكبد.